# Elia Viviani
Elia Viviani (ur. 7 lutego 1989 w Isola della Scala) – włoski kolarz torowy i szosowy. Trzykrotny medalista olimpijski, wielokrotny medalista mistrzostw świata i Europy.
W 2016 startował w kolarstwie torowym na igrzyskach olimpijskich w Rio de Janeiro, zdobywając złoty medal w omnium. Podczas igrzysk olimpijskich w Tokio w tej samej konkurencji zdobył brązowy medal. Kilkukrotnie zdobywał medale mistrzostw świata, w tym złote w wyścigu eliminacyjnym na mistrzostwach świata w Roubaix w 2021 roku i mistrzostwach świata w Yvelines rok później.
Jest sześciokrotnym mistrzem Europy do lat 23 i wielokrotnym mistrzem Włoch w kolarstwie torowym.
Jego młodszy brat, Attilio Viviani, również jest kolarzem.

## Najważniejsze osiągnięcia

### kolarstwo torowe
2006
- 1. miejsce w mistrzostwach Europy juniorów (scratch)

2007
- 1. miejsce w mistrzostwach Europy juniorów (wyścig punktowy)

2008
- 1. miejsce w mistrzostwach Europy do lat 23 (scratch)
- 1. miejsce w mistrzostwach Europy do lat 23 (madison)
- 1. miejsce w mistrzostwach Włoch (druż. wyścig na dochodzenie)

2009
- 1. miejsce w mistrzostwach Europy do lat 23 (scratch)
- 1. miejsce w mistrzostwach Włoch (druż. wyścig na dochodzenie)
- 1. miejsce w mistrzostwach Włoch (omnium)

2010
- 1. miejsce w mistrzostwach Włoch (omnium)

2011
- 2. miejsce w mistrzostwach świata (scratch)
- 1. miejsce w mistrzostwach Europy do lat 23 (wyścig punktowy)
- 1. miejsce w mistrzostwach Europy do lat 23 (madison)
- 1. miejsce w mistrzostwach Europy do lat 23 (omnium)
- 1. miejsce w mistrzostwach Włoch (ind. wyścig na dochodzenie)
- 1. miejsce w mistrzostwach Włoch (wyścig punktowy)
- 1. miejsce w mistrzostwach Włoch (madison)
- 3. miejsce w mistrzostwach Europy (omnium)

2012
- 6. miejsce w igrzyskach olimpijskich (omnium)
- 1. miejsce w mistrzostwach Europy (wyścig punktowy)
- 3. miejsce w mistrzostwach Europy (wyścig drużynowy na dochodzenie)
- 3. miejsce w mistrzostwach Europy (madison)

2013
- 1. miejsce w mistrzostwach Europy (wyścig punktowy)
- 1. miejsce w mistrzostwach Europy (madison)
- 1. miejsce w mistrzostwach Włoch (wyścig punktowy)
- 1. miejsce w mistrzostwach Włoch (madison)

2014
- 1. miejsce w mistrzostwach Europy (omnium)
- 1. miejsce w mistrzostwach Włoch (omnium)

2015
- 2. miejsce w mistrzostwach świata (madison)
- 3. miejsce w mistrzostwach świata (omnium)
- 1. miejsce w mistrzostwach Europy (omnium)

2016
- Mistrzostwo olimpijskie (omnium)

### kolarstwo szosowe
2010
- 1. miejsce w Memorial Marco Pantani
- 1. miejsce w Binche–Tournai–Binche
- 1. miejsce na  7. etapie Presidential Cycling Tour of Turkey
- 1. miejsce na 8. etapie Dookoła Kuby

2011
- 1. miejsce na 4. etapie Dookoła Pekinu
- 1. miejsce w Gran Premio della Costa Etruschi
- 1. miejsce w Gran Premio Nobili Rubinetterie
- 1. miejsce w Tour de Mumbai I
- 1. miejsce na 4. i 5. etapie USA Pro Cycling Challenge
- 1. miejsce na 1. etapie Dirka po Sloveniji
- 1. miejsce na 2. etapie Giro di Padania

2012
- 1. miejsce w Giro della Provincia di Reggio Calabria
  - 1. miejsce na 1. i 2. etapie
- 1. miejsce na 1. etapie Dookoła Pekinu
- 1. miejsce w GP Costa degli Etruschi
- 1. miejsce na 6. etapie Tour de San Luis
- 1. miejsce na 2a etapie Settimana Internazionale di Coppi e Bartali

2013
- 1. miejsce w Tour of Elk Grove
  - 1. miejsce na 2. i 3. etapie
- 1. miejsce na 2. etapie Critérium du Dauphiné
- 1. miejsce w Dutch Food Valley Classic
- 1. miejsce na 1. etapie Tour of Britain
- 5. miejsce w Vattenfall Cyclassics
- 7. miejsce w GP Ouest-France

2014
- 1. miejsce w Coppa Bernocchi
- 1. miejsce na 5. i 7. etapie Presidential Cycling Tour of Turkey
- 1. miejsce na 4. etapie USA Pro Cycling Challenge
- 1. miejsce na 3. etapie Settimana Internazionale di Coppi e Bartali
- 1. miejsce na 4. etapie Tour de Slovénie

2015
- 1. miejsce na 2. etapie Giro d’Italia
- 1. miejsce na 1. etapie Eneco Tour
- 1. miejsce na 1., 3. i 8. etapie Tour of Britain
- 1. miejsce na 2. i 4. etapie Abu Dhabi Tour
- 1. miejsce na 2. etapie Dubai Tour

2016
- 1. miejsce na 2. etapie Dubai Tour
- 1. miejsce na 2. etapie Driedaagse Brugge-De Panne

2017
- 2. miejsce w Scheldeprijs
- 1. miejsce na 3. etapie Tour de Romandie
- 1. miejsce na 2. etapie Route du Sud
- 1. miejsce na 1. etapie Österreich-Rundfahrt
- 2. miejsce w mistrzostwach Europy (start wspólny)
- 1. miejsce na 1. i 3. etapie Tour Poitou-Charentes en Nouvelle-Aquitaine
- 1. miejsce w EuroEyes Cyclassics
- 1. miejsce w Bretagne Classic Ouest-France
- 1. miejsce na 2. etapie Tour of Britain

2018
- 1. miejsce na 3. etapie Tour Down Under
- 2. miejsce w Cadel Evans Great Ocean Road Race
- 1. miejsce w Dubai Tour
  - 1. miejsce na 2. i 5. etapie
- 1. miejsce w klasyfikacji punktowej Abu Dhabi Tour
  - 1. miejsce na 2. etapie
- 1. miejsce w Driedaagse Brugge-De Panne
- 2. miejsce w Gandawa-Wevelgem
- 1. miejsce w klasyfikacji punktowej Giro d’Italia
  - 1. miejsce na 2., 3., 13. i 17. etapie
- 2. miejsce w RideLondon-Surrey Classic
- 1. miejsce w EuroEyes Cyclassics
- 1. miejsce na 3., 10. i 21. etapie Vuelta a España

2019
- 1. miejsce na 1. etapie Tour Down Under
- 1. miejsce w Cadel Evans Great Ocean Road Race
- 1. miejsce na 5. etapie UAE Tour
- 1. miejsce na 3. etapie Tirreno-Adriático
- 1. miejsce na 4. i 5. etapie Tour de Suisse
- 1. miejsce na 4. etapie Tour de France
- 1. miejsce w RideLondon-Surrey Classic
- 1. miejsce w mistrzostwach Europy (start wspólny)
- 1. miejsce w EuroEyes Cyclassics
- 1. miejsce na 4. etapie Okolo Slovenska

2020
- 3. miejsce w Clásica de Almería

2021
- 1. miejsce w Cholet-Pays de la Loire
- 1. miejsce w klasyfikacji punktowej Adriatica Ionica Race
  - 1. miejsce na 1. i 3. etapie
- 1. miejsce na 1. i 3. etapie Tour Poitou-Charentes en Nouvelle-Aquitaine
- 1. miejsce w Grand Prix de Fourmies
- 1. miejsce w Grand Prix d’Isbergues
- 3. miejsce w Grand Prix du Morbihan

2022
- 1. miejsce na 1. etapie Tour de La Provence
- 1. miejsce na 6. etapie Tour of Croatia

## Rankingi
| Rok                | 2009 | 2010 | 2011 | 2012 | 2013 | 2014 | 2015 | 2016  | 2017 | 2018 | 2019 | 2020 | 2021 | 2022 | 2023 | 2024 |
| ------------------ | ---- | ---- | ---- | ---- | ---- | ---- | ---- | ----- | ---- | ---- | ---- | ---- | ---- | ---- | ---- | ---- |
| UCI World Calendar | -    | 271. |      |      |      |      |      |       |      |      |      |      |      |      |      |      |
| UCI World Tour     |      |      | 152. | 99.  | 64.  | 144. | 109. | 145.  | 35.  | 6.   |      |      |      |      |      |      |
| World Ranking      |      |      |      |      |      |      |      | 341.  | 16.  | 3.   | 9.   | 162. | 68.  | 308. | 211. | 514. |
| UCI Europe Tour    | 646. |      |      |      |      |      |      | 1026. | 4.   | 51.  | 8.   | 133. | 57.  | 247. | -    | -    |
| UCI Asia Tour      | -    |      |      |      |      |      |      | 72.   | 73.  | 9.   |      |      |      |      |      |      |
| UCI America Tour   | -    |      |      |      |      |      |      | 382.  | 224. | -    |      |      |      |      |      |      |
|                    |      |      |      |      |      |      |      |       |      |      |      |      |      |      |      |      |
| Źródło: UCI        |      |      |      |      |      |      |      |       |      |      |      |      |      |      |      |      |